# Skyfarming

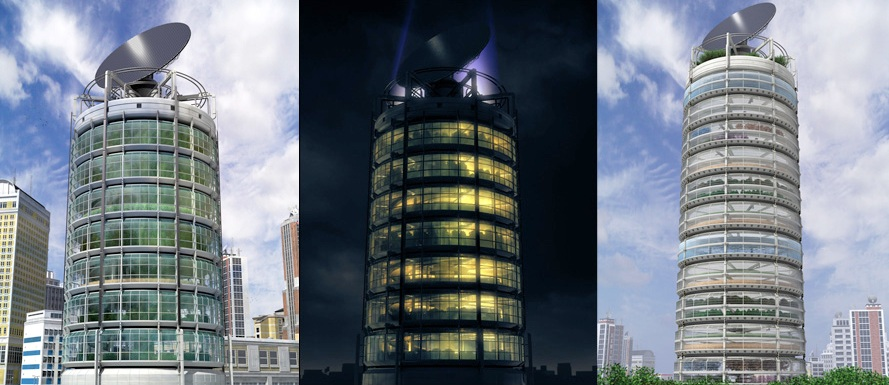
Esempi di possibili tipi di farmscraper

Lo skyfarming è una tecnica di coltivazione agricola indoor che consiste nell'impiantare vere e proprie fattorie verticali (c.d. "vertical farms") all'interno di appositi grattacieli chiamati "farmscrapers". Lo skyfarming fa uso di una serie di tecniche estremamente ecosolidali quali l' idroponica, l'aeroponica e l'acquaponica che presentano dei considerevoli vantaggi rispetto all'agricoltura tradizionale. Per citarne alcuni, lo skyfarming permette in primo luogo una massimizzazione della produttività, una riduzione del consumo dell'acqua del 90% e dell'emissione di CO2 grazie ad una produzione a Km 0 e infine un sostanziale dimezzamento delle tempistiche di crescita delle coltivazioni.

## Storia

### Origini
L'agricoltura verticale non è un'idea del tutto nuova, potrebbe rifarsi in qualche modo alle tecniche di coltivazione delle popolazioni indigene sudamericane oppure alle terrazze di riso in Cina che utilizzavano strati verticali di coltivazioni.
Il termine vertical farming fu coniato nel 1915 dal geologo americano Gilbert Ellis Bailey, il quale nel suo libro "Vertical Farming" fa riferimento ad una forma di agricoltura più vantaggiosa che servendosi di una superficie in verticale avrebbe permesso di coltivare superfici maggiori. Perciò il concetto iniziale di vertical farming era inteso come una sorta di coltivazione sui tetti, ma con il tempo il concetto è passato a definire quasi esclusivamente coltivazioni indoor.
L'idea di agricoltura verticale realizzata su edifici a più piani è stata concepita durante la rivoluzione verde. Nel 1970 Riethus e Bau intrapresero un progetto per la produzione di ortaggi in una serra alta 13 metri durato quattro anni, che tuttavia ha portato a negare la possibilità di coltivare ortaggi in serre a più piani nelle zone temperate del pianeta a causa delle estati troppo calde e gli inverni troppo bui. Il progetto di agricoltura a più piani fu dunque abbandonato.
Il concetto di skyfarming, inteso come agricoltura indoor, nasce quasi per caso grazie a Dickson Despommier, docente della Columbia University. Nel 1999, in una delle sue lezioni, Despommier sfida i suoi studenti a calcolare quante persone avrebbero potuto sfamare servendosi di coltivazioni sui tetti dei palazzi di New York. Di lì a poco Despommier e i suoi studenti cominciarono a contemplare l'idea di coltivare anche all'interno degli edifici ed elaborarono un promettente progetto che prevedeva una fattoria verticale di ben 30 piani, in grado di sfamare 50 000 persone per un intero anno. L'idea ha catturato l'attenzione delle autorità locali di New York che hanno avviato uno studio per capire se l'idea fosse effettivamente applicabile nella Grande Mela. Nonostante questo progetto non sia mai stato realizzato, è a Despommier che si deve la popolarizzazione dello skyfarming e l'ispirazione per molti altri progetti.

### Nuove realizzazioni
La popolarizzazione dello skyfarming arriva solamente nel 2007, quando la giornalista Lisa Chambarlain pubblicò un articolo al riguardo sul New York Magazine. A partire da quel momento si generò una incredibile attenzione mediatica intorno allo skyfarming, molte testate giornalistiche americane ed europee cominciarono a pubblicare articoli sull'argomento e ad oggi moltissime città hanno avviato iniziative volte alla costruzione di fattorie verticale. La prima Vertical Farm in Europa è stata costruita nel 2009 al Paignton Zoo, nel Regno Unito con lo scopo di produrre il mangime per gli animali dello zoo. Il progetto inglese conduce inoltre un utile studio in materia di pratiche di utilizzo del terreno sostenibili, con particolare attenzione riservata al discorso della biodiversità e degli ecosistemi.
Tra il 2007 e il 2009 nasce a Dubai la prima Sea Water Vertical Farm (SWVF) ovvero una Vertical Farm che si serve di acqua marina. In particolare, l'acqua marina viene utilizzata per umidificare le serre e l'umidità in eccesso viene convertita in acqua dolce per irrigare le coltivazioni. Si tratta di un progetto particolarmente innovativo che risolve il problema della mancanza di acqua dolce in aree in cui c'è una forte mancanza di acqua dolce.
Nel 2012 è stata inaugurata a Singapore la Sky Greens Farms con l'obiettivo di rendere autosufficienti alcune aree della metropoli. La fattoria verticale conta più di 3 ettari e ben 120 torri in alluminio, la produzione è di circa mezza tonnellata al giorno di verdure.
Nello stesso anno viene sviluppato dalla compagnia The Plant un progetto di vertical farming particolare, che si è servito un edificio abbandonato a Chicago. Molti ingegneri e studiosi credono che la riqualificazione di vecchi edifici abbandonati sia il futuro da percorrere in materia di fattorie verticali.
Nel 2013 viene fondata a Monaco la Association for Vertical Farming (AVF). Ad oggi la AVF è la principale organizzazione globale a consentire lo scambio e la cooperazione internazionale tra i diversi paesi, con il fine di accelerare lo sviluppo del settore dell'agricoltura verticale.
Nel 2017 la compagnia giapponese, Mirai, trasforma una fabbrica abbandonata e distrutta dal disastro di Fukushima in una fattoria verticale di circa 2000 m2, in grado di produrre 10 000 lattughe al giorno. Questa produzione è 100 volte maggiore rispetto a quella che raggiungerebbe l'agricoltura tradizionale, tutto ciò è possibile grazie all'impiego di robot che rendono il processo estremamente automatizzato, ma soprattutto grazie a delle luci LED particolari che accelerano la crescita delle coltivazioni di un tasso di ben 2.5.
Nel 2019, i ristoranti dei punti vendita IKEA della città di Malmö e di Helsingborg hanno annunciato il loro primo raccolto di lattuga coltivata in container installati sui quattro livelli di parcheggio degli store. Il progetto nasce dalla collaborazione con la Urban Crop Solutions e Bonbio e si serve di un sistema idroponico che utilizza tra le varie sostanze nutritive per le piante, gli scarti dei rifiuti alimentari dei ristoranti IKEA.
A fine del 2020 sono stati stimati circa 74 acri di vertical farm operative in tutto il mondo.

## Skyfarmingin Italia
Skyland è la prima fattoria verticale italiana. Nata a Milano dalla collaborazione tra ENEA, Agrimercati e l'Assessorato alla Salute del comune di Milano, l'edificio è stato presentato in occasione di Expo 2015, che aveva come macrotematica proprio l'alimentazione (“Nutrire il pianeta, energia per la vita”). Skyland si sviluppa su trenta piani, conta ben 10 ettari di superficie e si stima che la sua produzione sia in grado di soddisfare circa 25 000 persone.
L'eco-edificio si basa su cinque principi, i cosiddetti "cinque zeri":
- zero pesticidi: le coltivazioni di Skyland non prevedono l'uso di pesticidi e in generale di prodotti chimici. Grazie ad un ambiente chiuso e controllato infatti questi prodotti non si rendono necessari al fine di garantire una buona qualità del raccolto.
- zero energia (o zero power): l'edificio fa uso esclusivamente di fonti rinnovabili tra cui pannelli fotovoltaici e un sistema pompa di calore geotermica per la climatizzazione degli ambienti.
- zero emissioni: le emissioni sono filtrate, in modo da evitare l'emissione di sostanze inquinanti
- zero rifiuti: Skyland ricicla i propri rifiuti e li utilizza per produrre energia, in particolare produce elettricità attraverso l'uso della biomassa, mentre i gas di combustione sono utilizzati come fertilizzanti.
- zero distanza (o zero chilometri): Skyland azzera la distanza tra produzione e consumo, tra gli obiettivi del progetto figura infatti la produzione a Km 0. Skyland si occupa dell'intera filiera agro-alimentare, dalla produzione alla vendita dei prodotti che avviene nel centro commerciale, situato al piano terra dell'edificio. L'eliminazione di tutti i passaggi della filiera permette un abbattimento dei costi considerevole che dà luogo di conseguenza ad una sostanziale riduzione del prezzo di vendita al consumatore[17].

Importante è anche la valenza scientifica del progetto. Skyland infatti è sede di diversi laboratori di ricerca nei quali oltre a implementare le tecniche di coltivazione, si sviluppano tecnologie per il tracciamento e il monitoraggio della qualità di alimenti.
In Italia un'altra realtà significativa in materia di agricoltura verticale è rappresentata da Planet Farms. La Planet Farms Italia Società Agricola S.R.L nasce nel 2014, lo stabilimento centrale è situato a Cavenago e l'impianto di novemila metri quadrati è la maggior fattoria verticale in Europa. La sua produzione si concentra su basilico, baby leaf e insalate e si stima che vengano prodotte circa 60 000 confezioni al giorno. Planet Farms si serve di una tecnologia altamente all'avanguardia che permette di coltivare in ambienti puri e controllati, le cosiddette camere bianche, dove l'aria viene filtrata, non sono impiegati pesticidi e dove si registra una riduzione del consumo dell'acqua pari al 98% in meno rispetto alle coltivazioni tradizionali, dovuta all'utilizzo del sistema idroponico. La società ha vinto il premio all'innovazione SMAU 2020 e vanta la collaborazione con imprese come Netafim a cui deve l'impianto di fertirrigazione, e Signify (ex Philips Lightening) che ha fornito alla società le luci a led indispensabili per la coltivazione delle piante.
Oltre ad occuparsi della produzione degli ortaggi, il laboratorio conduce ricerche congiunte con il laboratorio Philips GrowWise Center di Eindhoven, nei Paesi Bassi.

## Gli obiettivi delloskyfarming
Se applicato su larga scala nei centri urbani, lo skyfarming permette di raggiungere i seguenti obiettivi:
1. Produrre prodotti alimentari di base in modo sostenibile e in quantità sufficiente da soddisfare il fabbisogno di tutta la popolazione mondiale grazie a:
  - Un ciclo dell'acqua efficiente, che si recupera dalla superficie delle foglie
  - Ripristino degli ecosistemi di grandi appezzamenti di terra che hanno subito la pressione dell'agricoltura. Si tratta di un ritorno al valore ecologico della natura per realizzare un aumento dei livelli di carbonio nel suolo, ristabilire le funzioni/i servizi dell'ecosistema e una maggiore sequestro di CO₂ grazie alla coltivazione di piante perenni.[24]
  - Bonifica delle acque di scolo per sviluppare nuove tecniche di conservazione dell'acqua potabile.
  - Eliminazione dell'uso di pesticidi ed erbicidi.
2. Impiegare in modo sicuro ed efficiente la parte organica dei rifiuti umani e agricoli per produrre energia attraverso la generazione di metano, e allo stesso tempo ridurre significativamente la presenza di parassiti (ad esempio ratti e scarafaggi).
3. Sfruttare spazi ed edifici urbani abbandonati o inutilizzati. Lo skyfarming tiene conto del forte impatto della cattiva urbanizzazione del territorio e si propone di riqualificare gli spazi.
4. Avviare una produzione agricola attiva per tutto l'anno a km 0, indipendentemente dai cambiamenti climatici o eventi legati al tempo, assicurando condizioni di ottimali (acqua, temperatura, nutrienti). In tal modo è possibile aumentare sia la produttività sia il rendimento economico.[1]
5. Consente lo sviluppo e la crescita delle industrie agrochimiche, affidando loro un nuovo importante ruolo: ideare e produrre diete chimiche specificatamente studiate per un'ampia varietà di vegetali.
6. Incoraggiare una vita urbana sostenibile e promuovere uno stile di vita più sano tra coloro che scelgono di vivere nei centri urbani.

La principale sfida dello skyfarming è riuscire, combinando questi obiettivi, a contribuire alla sostenibilità alimentare mondiale e allo stesso tempo rispettare i criteri internazionali di compatibilità con l'ambiente. Si tratta di dar vita attraverso questo metodo ad un'unità di produzione operativa ed efficiente sia per quanto riguarda l'impiego di risorse sia dal punto di vista della produzione.

## Funzionamento
I principi essenziali su cui si basa il funzionamento dello skyfarming sono il recupero delle acque e dei rifiuti organici, che vengono rimpiegati nel ciclo produttivo in un sistema chiuso ed estremamente controllato. La sostenibilità del progetto si realizza attraverso la valorizzazione dei rifiuti, ispirata ai sistemi chiusi pensati dalla NASA per i programmi di colonizzazione dello spazio nei quali il paradigma del rifiuto viene superato applicando un rigoroso programma di recupero per una politica zero rifiuti. Nell'agricoltura verticale dello skyfarming tutti gli elementi organici essenziali, utili a generare nuova vita, vengono riciclati e reimpiegati nel ciclo.  Ad esempio, l'acqua necessaria all'irrigazione delle coltivazioni dei piani alti viene convogliata lentamente verso i piani inferiori, dove si coltivano generalmente grano, frutta e verdura. Rifiuti organici, come il mangime per animali inutilizzato, viene spedito nei sotterranei con gli altri scarti organici per diventare "bio-palline" di combustibile ultracompresso mediante fornaci termovoltaiche. Tale combustibile viene impiegato per produrre elettricità per il funzionamento dell'edificio.
Generalmente, lo svolgimento dell'attività agricola richiede grandi quantità di acqua. L'agricoltura verticale, rende possibile un riciclo e un consumo limitato di questa risorsa. Grazie alla tecnica di coltivazione idroponica, che sostituisce il terreno con un substrato inerte, le piante ricevono i nutrienti dalle acque reflue. Il meccanismo alla base dello skyfarming prevede di prelevare le acque reflue delle aree limitrofe e migliorarne la qualità mediante il biorisanamento ed altre tecnologie. Contribuiscono alla depurazione delle acque anche alcune specie di piante (come Gramigna e Typha) coltivate all'interno dell'edificio, le quali verranno inoltre raccolte periodicamente e, grazie ad un metodo innovativo di compostaggio, impiegate per la produzione di metano, necessario al buon funzionamento dell'intera struttura. Essendo un ambiente chiuso, l'acqua contenuta nell'atmosfera dell'edificio viene sempre recuperata mediante un sistema di tubi di raffreddamento che facilitano la condensazione e la conservazione.
Le altre tecniche utilizzate per la coltivazione verticale sono quella aeroponica e acquaponica.
Anche all'interno di un edificio adibito a coltivazione verticale le piante necessitano di luce solare. La luce naturale proveniente dall'esterno viene impiegata e sfruttata al meglio, ma non essendo sufficiente, lo skyfarming richiede l'implementazione di lampade a led. Tuttavia, anche la luce artificiale è prodotta da sistemi sostenibili, tramite la riconversione degli scarti del raccolto e fonti di energia rinnovabile a zero impatto ambientale, quali pannelli fotovoltaici e pale eoliche.

## Edificio
Il "farmscraper" è un edificio multipiano che applicando la tecnologia delle serre mira a produrre cibo a sufficienza per la popolazione urbana in condizioni controllate per l'ottimizzazione della produzione e dei parametri di consumo delle risorse.
Benché non sia stato riconosciuto un prototipo specifico, la forma più congeniale di un farmscraper è quella circolare che permette alle coltivazioni di ricevere il più possibile luce naturale. A prescindere dall'unicità di ciascun progetto, generalmente un farmscraper presenta la seguente struttura:
Piani alti
Sebbene la maggior parte dell'energia venga prodotta dalla centrale termodinamica dei piani bassi, sul tetto dell'edificio vengono collocati dei pannelli solari. I pannelli ruotano seguendo il sole e catturano l'energia solare da impiegare nell'impianto di riscaldamento della struttura. Complementare è l'uso di mini turbine eoliche. A differenza delle tradizionali pale eoliche, queste turbine hanno invece delle pale più piccole capaci di spingere l'aria verso l'alto come un cavatappi.
La struttura prevede generalmente un rivestimento esterno in ossido di titanio. Questo materiale consente di raccogliere gli agenti inquinanti dell'ambiente esterno e facilita la raccolta della pioggia, che viene convogliata nei tubi di scolo per la successiva filtrazione.
Ai piani più alti vengono coltivati ortaggi, legumi e piante da frutto che necessitano di molta acqua e luce solare, insieme a un piccolo filare di vigneti. Attualmente le tecnologie disponibili permettono di coltivare in modo efficiente (in termini economici) per lo più piccoli ortaggi come lattuga, radicchio, pomodori, ma anche funghi, fragole, zucca e altri. L'obiettivo futuro è di riuscire a rendere economicamente sostenibile anche la coltivazione di cereali come il riso e il grano. Al di sotto si potrebbe lasciar spazio a campi di grano, che ricevono acqua dai piani superiori e dai tubi di scolo che raccolgono l'acqua piovana.
Piani intermedi
Ai piani intermedi è preferibile praticare l'allevamento a pascolo libero di suini, bovini e ovini per la produzione di latte, carne e lana. Il rischio di epidemie e contaminazioni è azzerato grazie ad un ambiente controllato e confinato.
Piani bassi
La fattoria verticale non produce solo ortaggi, ma ambisce ad essere totalmente autosufficiente in termini energetici e di consumo delle risorse. Ai piani inferiori troviamo:
- Il sistema di recupero per evapotraspirazione. Sul soffitto di ogni piano sono presenti dei tubi che raccolgono l'umidità e consentono di recuperare acqua pura, che incamerata ai piani inferiori può essere anche imbottigliata e venduta.
- Il sistema di trattamento delle acque reflue. L'edificio impiega le acque reflue del sistema fognario cittadino per produrre acqua non potabile, ma utilizzabile nel processo produttivo, grazie a un sistema di filtri e sterilizzatori.
- Il sistema di alimentazione a pellet. Anche gli scarti organici (come bucce di frutta e scarti di potatura) possono diventare energia. Materie di scarto non commestibili diventano così fonte di energia per l'intero edificio passando per le fornaci termovoltaiche[30]. Il farmscraper potrebbe infatti impiegare gli scarti organici dei ristoranti, supportando il processo di smaltimento di rifiuti cittadino, scarti che vengono trasformati in microsfere di pellet a combustione pulita per la produzione di energia sotto forma di vapore.[27]

## Sostenibilità alimentare
Secondo una stima delle Nazioni Unite, entro il 2050 la popolazione mondiale raggiungerà i 9 miliardi di persone e l'80% della popolazione vivrà nelle metropoli. Prima di raggiungere il miliardo di abitanti ci sono voluti migliaia di anni, mentre negli ultimi 200 anni grazie principalmente allo sviluppo tecnologico e sanitario, la popolazione mondiale è aumentata esponenzialmente fino a circa 7,9 miliardi ai giorni nostri. I dati provengono dal rapporto ONU “The World Population Prospects 2019: Highlights” e sono in continuo cambiamento, chiaro è però l'impatto ambientale di questa crescita demografica perché con l'aumentare della popolazione aumenta il consumo di energie e risorse tra cui appunto risorse alimentari.
Alla luce di questa crescita demografica esponenziale, l'agricoltura si ritrova ad affrontare una grande sfida ovvero quella di garantire il sostegno alimentare ad un numero sempre maggiore di persone e al contempo trovare metodologie di coltivazione sempre meno aggressive verso l'ambiente al fine di preservarlo.
Dal convegno internazionale "Il cambiamento climatico e le conseguenze per l'occupazione e la produzione" tenutosi il 26 e il 27 maggio 2017, a Bressanone è emerso che la crescita demografica farà sì che il fabbisogno alimentare aumenti del 70% entro il 2050. Dal rapporto del convegno è emerso inoltre che la produzione agricola si sposterà sempre di più nelle grandi metropoli, e ancora gli insediamenti urbani nel 2030 si faranno carico dell'80% del consumo alimentare. In quest'ottica impianti come le fattorie verticali acquistano sempre più importanza.
Lo skyfarming rappresenta infatti una valida soluzione alla futura crisi alimentare in quanto permetterebbe di soppiantare le colture intensive ad alto impatto ambientale e di offrire alle generazioni future il giusto sostentamento.
L'agricoltura moderna è un'agricoltura intensiva che per far fronte alla sovrappopolazione dell'ultimo secolo e alla conseguente crescita dei fabbisogni alimentari mondiali ha sviluppato una tecnica di sfruttamento del terreno tale da riuscire ad aumentare la produttività agricola in modo vertiginoso. Il prezzo da pagare per questa produttività è l'impoverimento dei terreni, ma soprattutto gravissime conseguenze ecologiche tra cui la desertificazione, l'inquinamento delle falde acquifere, la deforestazione e i cambiamenti climatici. L'aratura profonda, l'utilizzo di macchinari pesanti, il drenaggio delle zone umide, la coltivazione di monoculture su larga scala e l'abuso di fertilizzanti sono i maggiori responsabili di questo degrado ambientale.
Alle pratiche dell'agricoltura intensiva si contrappone lo Skyfarming che presenta una soluzione all'eccessivo sfruttamento degli ecosistemi grazie a forme di coltivazione più ecologiche e sostenibili che riducono sensibilmente le emissioni di gas serra e l'utilizzo d'acqua.

## Svantaggi
Questa tecnica di coltivazione porta con sé una serie di problematiche. Da un punto di vista economico i costi da affrontare per la costruzione di una fattoria verticale sono molto più elevati rispetto alla tradizionale coltura di campo. In primis si stima che il solo costo di un edificio standard da circa 60 ettari possa ammontare a più di 100 milioni di dollari; in secondo luogo i considerevoli vantaggi in termini di sostenibilità sono controbilanciati dalla bassa profittabilità di questa tecnica. Affinché una fattoria verticale sia profittevole da un punto di vista economico questa deve concentrarsi su colture pregiate in quanto le aziende agricole tradizionali sono in grado di produrre colture di basso valore ad un costo più vantaggioso rispetto ad una fattoria verticale. Secondo Louis Albright, professore di biologia e ingegneria ambientale all'Università Cornell, un tozzo di pane prodotto col grano coltivato in una fattoria verticale costa circa 27 dollari, indubbiamente un prezzo molto più alto di una pagnotta prodotta con un grano coltivato tradizionalmente. Le colture considerate compatibili con il modello dell'agricoltura verticale (considerando il fattore economico) sono ortaggi e frutta che crescono in piccoli habitat, con raccolti frequenti e tempi di produzione-vendita sul mercato molto brevi, come ad esempio le fragole, la lattuga, peperoni, zucca, cetrioli, pomodori, funghi, spinaci, erbe, germogli e piccoli ortaggi decorativi (radicchio, barbabietola, quadrifogli..).
Una fattoria verticale infatti richiede l'impiego di una serie di infrastrutture aggiuntive, molto costose, che non sono invece indispensabili per la coltura tradizionale. Tra le infrastrutture e le metodologie di cui si serve l'agricoltura verticale ci sono ad esempio gli impianti di trattamento dell'aria e di controllo delle temperature, luci artificiali, diossido di carbonio, ecc. Questi sistemi consumano inoltre un'altissima quantità di energia che rende ulteriormente difficile per i prodotti di una fattoria verticale essere competitivi in termini di prezzi. A gravare ulteriormente sui costi è la necessità di avere personale altamente specializzato per la gestione degli impianti. In conclusione, secondo un rapporto pubblicato sul The Financial Times, ad eccezione di rari esempi giapponesi, la maggioranza delle fattorie verticali è stata sostanzialmente non profittevole economicamente.
Da un punto di vista di consumo energetico bisogna considerare che data la disposizione verticale delle coltivazioni, il sole colpisce le stesse ad un angolo tale per cui al fine di illuminare le coltivazioni agli ultimi piani si rende necessaria un'esposizione di gran lunga maggiore rispetto alle coltivazioni piantate su un tradizionale terreno orizzontale. Questa esposizione solare è sostanzialmente insostenibile e di conseguenza si rende necessaria un'illuminazione supplementare che ha dei costi quasi proibitivi.
Anche l’impianto di riscaldamento con combustibile fossile è particolarmente costoso. Una ricerca del 2015 ha dimostrato che nel caso di coltivazioni idroponiche, il sistema di raffreddamento e riscaldamento costituiscono ben l'80% del consumo di energia, con circa 7400 kJ necessari per ogni kilogrammo di lattuga prodotto. Secondo lo stesso studio, il consumo totale di energia necessaria alla produzione di lattughe attraverso il metodo idroponico è di circa 90 000 kJ per kilogrammo di lattuga, il che sembra rendere l'agricoltura verticale un'alternativa poco sostenibile rispetto all'agricoltura tradizionale.